# Zirl
Zirl is een gemeente in het district Innsbruck Land van de Oostenrijkse deelstaat Tirol.
De marktgemeente Zirl ligt in het Inndal, ongeveer 10 kilometer ten westen van Innsbruck. Het ligt op de fluviale afzettingen van de Ehnbach en de Schloßbach aan de voet van de Zirler Berg. Het gemeentegebied omvat naast de hoordkern Zirl ook het ongeveer 300 meter hoger gelegen Hochzirl, de Martinswand, de Ehnbachkloof en een deel van de Inndalketen van het Karwendelgebergte met de 2637 meter hoge Kleinen Solstein.
De woonkern Zirl Bahnhof ligt als enige ten zuiden van de Inn. Eigenhofen en Dirschenbach zijn twee gehuchten die ten westen van Zirl aan de oude rijksweg gelegen zijn.

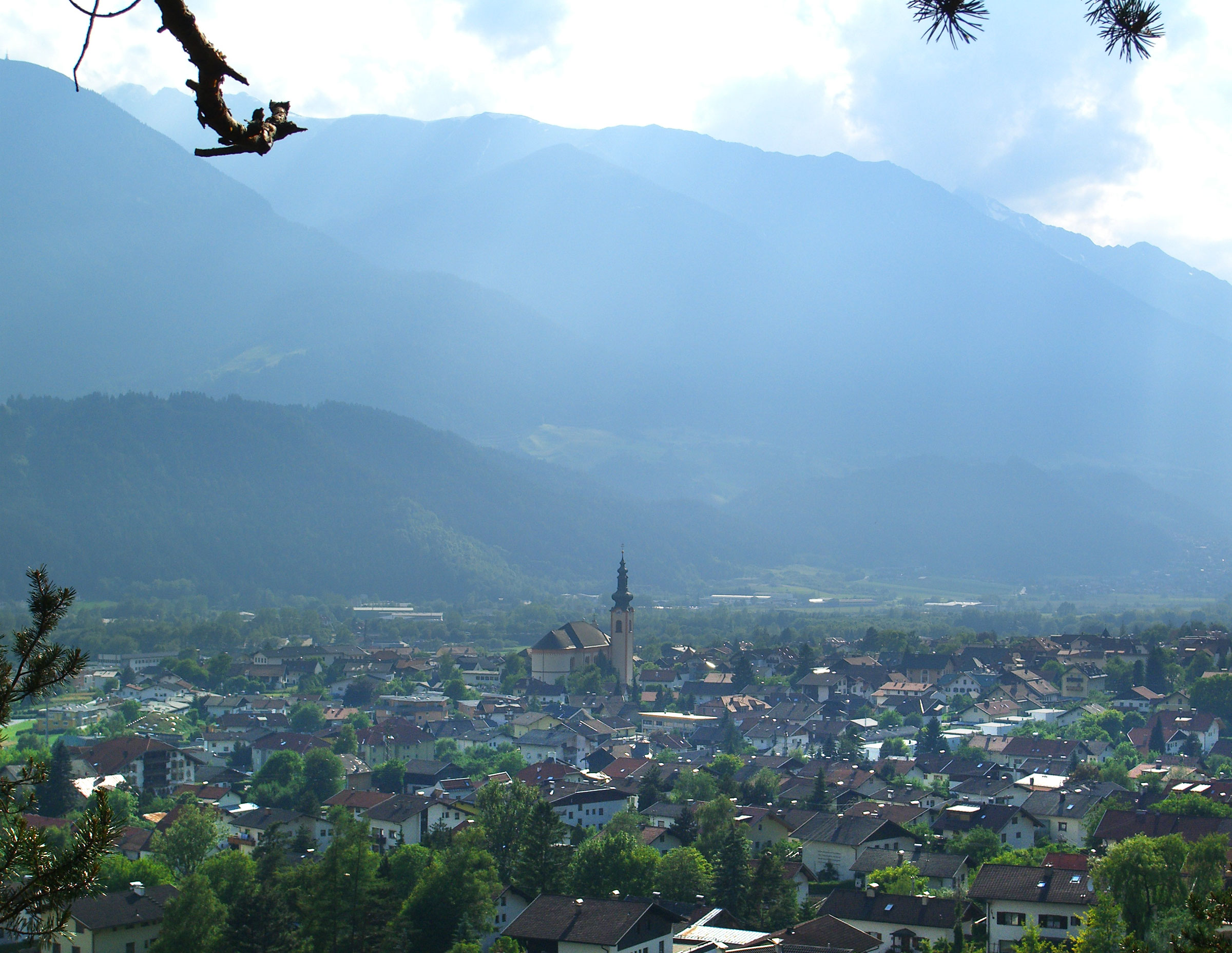
Zirl vanuit het noordoosten

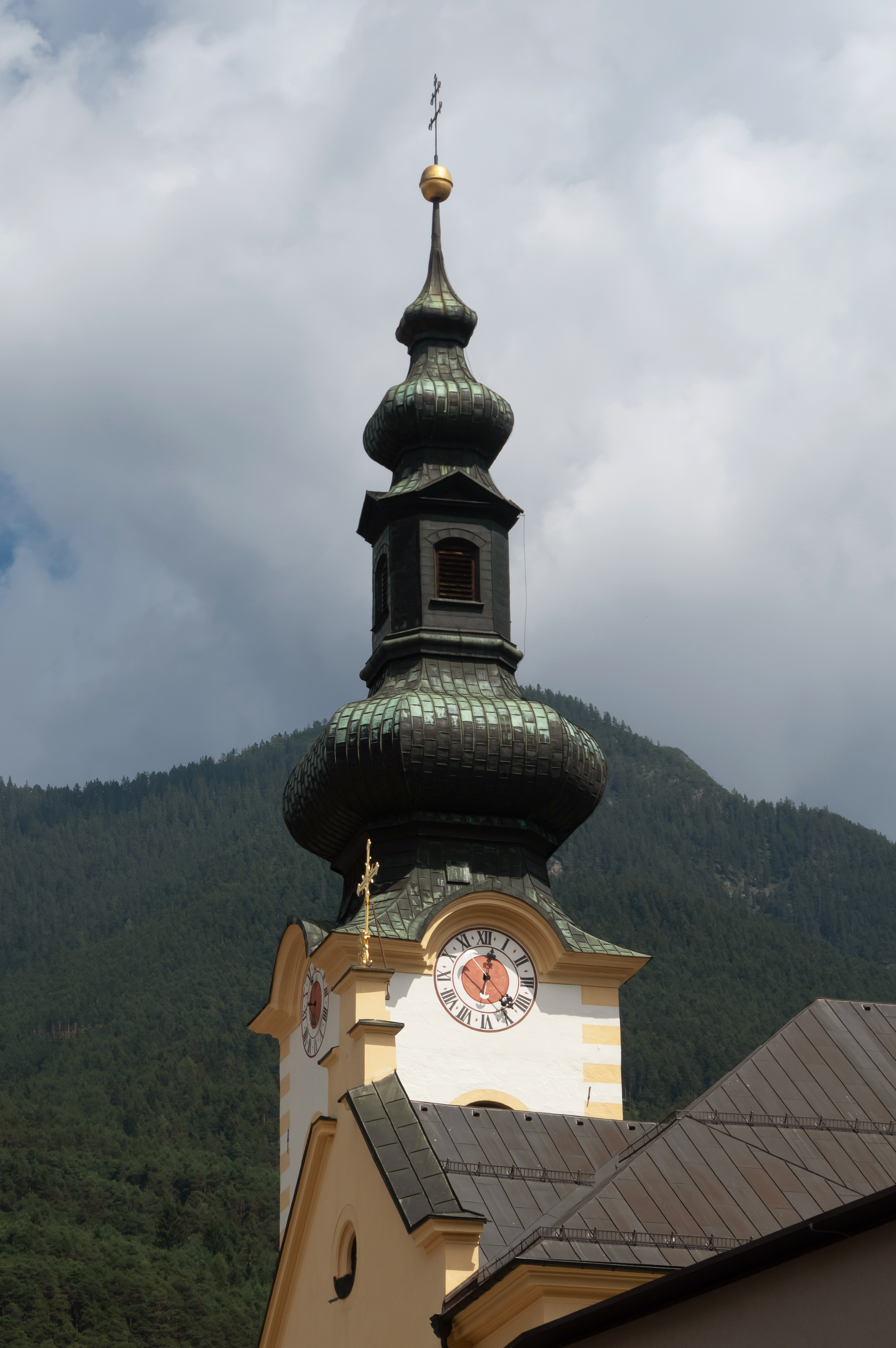
Zirl, kerktoren

## Geschiedenis
Op de Martinsbühel is een nederzetting uit de La Tène-periode periode gevonden. In de 4e en 5e eeuw was hier een Romeins militair centrum gevestigd, Teriolis genaamd, vanwaar ook de huidige naam afstamt. In de 15e eeuw liet keizer Maximiliaan I dit uitbouwen tot een jachtslot.
Zirl vormde een belangrijk verkeersknooppunt aan de oude Romeinse Via Claudia Augusta richting Augsburg. Vanaf hier liep de steile klim naar de Seefelder Sattel. Zirl werd voor het eerst officieel vermeld in een document van 28 oktober 799. In 1209 werd begonnen met de burcht Fragenstein. Deze burcht werd in 1703 opgeblazen tijdens de Spaanse Successieoorlog en sinds is het gebouw verder vervallen.
Vanaf de 17e eeuw was Zirl samen met Thaur een belangrijk centrum voor de bouw van kerststallen. Zirl is in de loop der eeuwen talrijke malen geteisterd door overstromingen en branden. Zo ging tijdens de laatste brand van 21 juni 1908 het grootste deel van de huizen verloren.
Tussen 1910 en 1912 werd de Mittenwaldspoorlijn aangelegd, met de voor Zirl belangrijke Martinswandtunnel, het Schloßbach- en het Ehnbachviaduct en het treinstation Hochzirl. De afgelopen decennia heeft Zirl meer en meer de functie van woongemeente gekregen.
Op 23 mei 1965 komen 4 Nederlandse vakantiegangers om het leven wanneer de remmen van hun bus dienst weigeren tijdens de afdaling van de Zirler Berg op de B177.

## Economie en infrastructuur
Zirl is met de afslagen Zirl-West en Zirl-Ost aangesloten op de Inntal Autobahn. Het treinstation aan de Arlbergspoorlijn ligt ten zuidwesten van de dorpskern, aan de andere zijde van de Inn, waar ook meerdere industriebedrijven gevestigd zijn. Als gevolg van de omliggende industrie is het station Zirl een van de grootste goederenstations van Tirol. In Hochzirl bevindt zich het ziekenhuis Hochzirl, een gespecialiseerd ziekenhuis voor interne geneeskunde en acute neurologische nabehandeling. Ook is er een station aan eerdergenoemde Mittenwaldspoorlijn. Verder lopen vanuit Zirl zowel richting Telfs als richting Innsbruck diverse streekbussen.
Het gunstige lokale klimaat staat wijnbouw toe, maar deze is, net als de landbouw, van ondergeschikte betekenis.